# Maranwez
Maranwez és un municipi francès situat al departament de les Ardenes i a la regió del Gran Est. L'any 2007 tenia 56 habitants.

## Demografia

### Població
El 2007 la població de fet de Maranwez era de 56 persones. Hi havia 28 famílies de les quals 10 eren unipersonals (5 homes vivint sols i 5 dones vivint soles), 9 parelles sense fills i 9 parelles amb fills.
La població ha evolucionat segons el següent gràfic:
Habitants censats

### Habitatges
El 2007 hi havia 33 habitatges, 26 eren l'habitatge principal de la família, 5 eren segones residències i 2 estaven desocupats. Tots els 33 habitatges eren cases. Dels 26 habitatges principals, 24 estaven ocupats pels seus propietaris i 1 estava llogat i ocupat pels llogaters; 2 tenien tres cambres, 3 en tenien quatre i 20 en tenien cinc o més. 21 habitatges disposaven pel capbaix d'una plaça de pàrquing. A 10 habitatges hi havia un automòbil i a 13 n'hi havia dos o més.

### Piràmide de població
La piràmide de població per edats i sexe el 2009 era:
| Homes | Edats   | Dones |
| ----- | ------- | ----- |
| 0     | 95 o +  | 0     |
| 0     | 90 a 94 | 0     |
| 0     | 85 a 89 | 4     |
| 0     | 80 a 84 | 0     |
| 0     | 75 a 79 | 0     |
| 4     | 70 a 74 | 0     |
| 0     | 65 a 69 | 4     |
| 0     | 60 a 64 | 0     |
| 0     | 55 a 59 | 0     |
| 8     | 50 a 54 | 4     |
| 4     | 45 a 49 | 0     |
| 0     | 40 a 44 | 4     |
| 0     | 35 a 39 | 4     |
| 0     | 30 a 34 | 0     |
| 0     | 25 a 29 | 0     |
| 8     | 20 a 24 | 0     |
| 8     | 15 a 19 | 4     |
| 16    | 10 a 14 | 0     |
| 0     | 5 a 9   | 0     |
| 0     | 0 a 4   | 0     |

## Economia
El 2007 la població en edat de treballar era de 40 persones, 21 eren actives i 19 eren inactives. De les 21 persones actives 19 estaven ocupades (12 homes i 7 dones) i 2 estaven aturades (2 dones i 2 dones). De les 19 persones inactives 9 estaven jubilades, 5 estaven estudiant i 5 estaven classificades com a «altres inactius».
Activitats econòmiques
Dels 2 establiments que hi havia el 2007, 1 era d'una empresa financera i 1 d'una empresa de serveis.
L'any 2000 a Maranwez hi havia 4 explotacions agrícoles que ocupaven un total de 464 hectàrees.

## Poblacions més properes
El següent diagrama mostra les poblacions més properes.